# Complete (National Health)
Complete is het vierde album van de Britse progressieve-rockband National Health.
Complete is een verzamelalbum en verscheen in 1990. De dubbel-cd bevat alle nummers van de ervoor uitgebrachte drie elpees, plus nog twee nog niet eerder uitgebrachte nummers.

## Tracks
Eerste cd:
1. "Paracelsus (excerpt)" (niet eerder uitgebracht, 1976) (1:41)
2. "Tenemos Roads" - 14:32 (Dave Stewart)
3. "Brujo" - 10:13 (Alan Gowen)
4. "Borogoves (Excerpt from Part Two)" - 4:12 (Dave Stewart)
5. "Borogoves (Part One)" - 6:29 (Dave Stewart)
6. "Elephants" - 14:32 (Dave Stewart / Alan Gowen)
7. "The Bryden 2-Step (For Amphibians) (Part 1)" - 8:52 (Dave Stewart)
8. "The Collapso" - 6:16 (Dave Stewart)
9. "Squarer for Maud" - 11:30 (John Greaves)

Tweede cd:
1. "Dreams Wide Awake" - 8:48 (Phil Miller)
2. "Binoculars" - 11:43 (Pip Pyle)
3. "Phlakaton" - 0:08 (Pip Pyle)
4. "The Bryden 2-Step (For Amphibians) (Part 2)" - 5:31 (Dave Stewart)
5. "The Apocalypso" (nieuw nummer van Miller-Stewart, opgenomen in 1990) - 6:32 (Dave Stewart)
6. "Portrait of a Shrinking Man" - 5:33 (Alan Gowen)
7. "T.N.T.F.X." - 3:12 (Alan Gowen)
8. "Black Hat" - 4:51 (Alan Gowen)
9. "I Feel a Night Coming On" - 6:35 (Alan Gowen)
10. "Arriving Twice" - 2:17 (Alan Gowen)
11. "Shining Water" - 8:50 (Alan Gowen)
12. "Tales of a Damson Knight" - 1:53 (Alan Gowen)
13. "Flanagan's People" - 5:20 (Alan Gowen)
14. "Toad of Toad Hall" - 7:25 (Alan Gowen)